# Jöns Johansson Dundervall
Jöns Johansson Dundervall var skarprättare i Västernorrlands län och i Stockholm 1695–1702.
Han genomförde en avrättning i Umeå 1681. Han efterträdde Daniel Persson Askman som Stockholms skarprättare 1695 och kom då närmast från Hudiksvall. Vid ett tillfälle anklagades Dundervall för att inte ha utfört ett ordentligt kroppsstraff på en dömd kvinna, för detta dömdes han själv att få utstå piskning.
Hans son Johan ansökte om att få bli skarprättare i Uppsala. Dottern Anna var gift med skarprättaren Alexander Meijer.